# Сикорский, Радослав
Радослав (Радек) Томаш Сикорский (пол. Radosław Tomasz Sikorski; род. 23 февраля 1963, Быдгощ) — польский политик, политолог, журналист и дипломат, министр иностранных дел Польши с 13 декабря 2023 года, а также с ноября 2007 по сентябрь 2014 в первом, втором и третьем правительстве Дональда Туска. Заместитель председателя Совета министров с 24 июля 2025 года.  Вместе с Карлом Бильдтом является инициатором проекта «Восточное партнёрство».
Окончил Пембрук-колледж Оксфордского университета в 1986 году. После получения высшего образования работал журналистом в изданиях The Observer и The Spectator. Во второй половине 1980-х военный корреспондент в Афганистане и Анголе. С 2003 по 2005 работал в Американском институте предпринимательства.
На государственной службе с 1992 года, когда был назначен заместителем министра национальной обороны в правительстве Яна Ольшевского, после с 1998 по 2002 год заместитель министра иностранных дел в правительстве Ежи Бузека. В 2005 году вступил в консервативную партию «Право и справедливость», через два года перешёл в «Гражданскую платформу». В 2005 – 2007 годах — Министр национальной обороны в правительствах Казимежа Марцинкевича и Ярослава Качиньского. Также занимал должности депутата Европейского парламента IX созыва (2019-2023), Маршала (спикера) Сейма (2014-2015), депутата Сейма VI и VII созывов (2007-2015) и Сенатора VI созыва (2005-2007).

## Биография
Родился 23 февраля 1963 года в Быдгоще. Во время учёбы в старшей школе возглавлял школьный забастовочный комитет «Солидарности». В июне 1981 года Сикорский поехал учиться в Великобританию, где изучал философию и политологию в Пембрук-колледже. После введения военного положения 13 декабря 1981 года Сикорский получил в Великобритании политическое убежище, а в 1987 году британское гражданство.
Во время учёбы в Оксфорде Радослав Сикорский был членом Дискуссионного общества и Польского общества а также был избран в Общество Буллингдона. В 1986 году Сикорский окончил Оксфордский университет.
С 1986 по 1989 год Сикорский работал заграничным корреспондентом Spectator и Observer в Афганистане, Анголе и Югославии. Будучи в статусе журналиста принимал участие в боевых действиях против Советской Армии в Афганистане, о чём сам рассказал в своей книге:

Во время ночной атаки на казармы я расстрелял три обоймы, но, как понял, напрасно: все пули только откололи крошки от каменных плит.— Сикорский. Пепел святых. Путешествие в Герат в военное время.
В 1988 году за свои снимки был удостоен награды World Press Photo. В 1990—1991 годах работал польским корреспондентом газеты The Sunday Telegraph, а также советником по Польше у медиа-магната Руперта Мёрдока.
В 1992 году стал заместителем министра обороны Польши.
С 1998 по 2001 год — заместитель министра иностранных дел. С 2002 года работал директором проекта New Atlantic Initiative в Американском институте предпринимательства (англ. American Enterprise Institute) в Вашингтоне.
На выборах 2005 года был избран в польский сенат от избирательного округа Быдгощ.
31 октября 2005 года был назначен министром обороны Польши в правительстве Казимежа Марцинкевича.
С 16 ноября 2007 года — министр иностранных дел в правительстве Д. Туска.
27 марта 2010 года на праймериз по определению кандидата от партии «Гражданская платформа» для участия в президентских выборах 2010 года получил 31,5 % голосов, проиграв Маршалу Сейма Брониславу Коморовскому.
14 декабря 2013 года повторно избран заместителем председателя «Гражданской платформы».
22 сентября 2014 года сложил полномочия министра иностранных дел.
24 сентября 2014 года избран 233 голосами (против 143, воздержались 62) маршалом Сейма Польши вместо ставшей премьер-министром Э. Копач.
9 июня 2015 года ушёл в отставку с поста маршала Сейма после скандала с публикацией материалов незаконного прослушивания его разговоров.
В июле 2015 года официально заявил о завершении парламентской деятельности. В феврале 2016 года ушёл с поста заместителя председателя «Гражданской платформы».

## Семья
Женат на американском историке, журналистке и лауреатке Пулитцеровской премии Энн Эпплбаум, с которой имеет двоих сыновей — Александра (род. 2000) и Тадеуша (род. 2002).

## Прочее
Радослав Сикорский известен своими консервативными взглядами. Вызвал напряжения в польско-российских и польско-германских отношениях после того, как назвал подписание договора о строительстве Северо-Европейского газопровода «новым Пактом Молотова — Риббентропа». Тем не менее в самой Польше считают, что Сикорский занимает более пророссийскую позицию, чем его предшественники — например, широкий резонанс вызвало его заявление в конце марта 2009 года о том, что он хотел бы видеть Россию в числе стран — членов НАТО. В начале февраля 2010 года Сикорский подтвердил свою позицию, выступив за то, чтобы Россия не была исключена из процесса расширения НАТО, так как это будет способствовать «стабильности и безопасности в регионах, где ранее не было ни одного, ни другого».

### Высказывания и заявления
- В ноябре 2008 года в кулуарах Министерства иностранных дел Сикорский рассказал анекдот про нового президента США Барака Обаму: «Знаете ли вы, почему Барак Обама имеет польские корни? Потому что его дедушка в Африке съел польского миссионера». Позже министр иностранных дел Польши заявил, что лишь цитировал чужую шутку[7].
- В октябре 2014 года в интервью американскому интернет-изданию Politico Сикорский заявил, что Россия в лице её президента пыталась привлечь Польшу к вторжению на Украину для раздела страны: «Путин хотел, чтобы мы стали участниками расчленения Украины, чтобы Польша ввела войска на Украину. Они подают нам такие сигналы…». По словам Сикорского, во время встречи Владимира Путина с Дональдом Туском в 2008 году российский президент говорил, что «Украина — это искусственная страна, Львов — это польский город, и что нам надо вместе с ней разобраться»… [8]. Однако позже в своём микроблоге Сикорский написал, что некоторые его слова в интервью Politico были неверно интерпретированы[9].
- В июне 2014 года стали известны подробности телефонного разговора Радослава Сикорского с министром финансов Польши Яцком Ростковским. В своей беседе министры обсуждали состояние двухсторонних связей Польши и США. Сикорский: «Ты знаешь, польско-американский союз ничего не стоит. Напротив, он даже вредит. Потому что он создает у Польши фальшивое чувство безопасности». Ростковский: «Почему?» Сикорский: «Это полное дерьмо. Так как мы перессоримся с Германией и Россией и будем считать, что все супер, потому что мы отсасываем у американцев. Лохи. Полные лохи».[10]

### Евромайдан
Сикорский является одним из посредников между украинской властью и оппозицией в ходе политического кризиса на Украине в 2013—2014 годах. При этом заявлял, что требование украинской оппозиции об отставке президента Виктора Януковича — политическая ошибка.
Сикорский поддержал уничтожение памятника Ленину в Киеве 8 декабря 2013 года.
В 2019 году подписал «Открытое письмо против политических репрессий в России».

## Награды
- Великий офицер Ордена Короны (Бельгия, 2013 год)
- Командор Ордена Святого Карла (Монако, 2012 год)[14]
- Великий офицер ордена Почётного легиона (Франция, 2012 год)
- Командор Большого креста ордена Полярной звезды (Швеция, 2011 год)[15]
- Орден князя Ярослава Мудрого III степени (Украина, 26 апреля 2011 года)[16][17] — за значительный личный вклад в преодоление последствий Чернобыльской катастрофы, реализацию международных гуманитарных программ, многолетнюю плодотворную общественную деятельность
- Орден «За заслуги» I степени (Украина, 2009 год)[18]
- Великий офицер ордена Трёх звёзд (Латвия, 4 марта 2013 года)[19]
- Компаньон со звездой ордена Заслуг (Мальта, 26 января 2009 года)[20]
- Президентский орден «Сияние» (2013)[21]
- Орден Почёта (Молдова, 2014)[22]
- Крест Добрососедства (Объединённый переходный кабинет Беларуси, 2024)[23]

## Публикации
- Dust of the saints: a journey to Herat in time of war. London: Chatto & Windus 1989. ISBN 0-7011-3436-4
- Das polnische Haus. Die Geschichte meines Landes. Hamburg: Europäische Verlagsanstalt 1999. ISBN 3-434-50463-X (Autobiographie)
- Full circle: a homecoming to free Poland. New York: Simon & Schuster 1997. ISBN 0-684-81102-2